# Nosotros, los valencianos
Nosotros, los valencianos (Nosaltres, els valencians en su original en valenciano) es un influyente ensayo del valenciano Joan Fuster. Su aparición implicó una renovación tanto en la historiografía como en el nacionalismo valenciano. Ernest Lluch dijo de este libro que «separa la historia de nuestra prehistoria». Junto a Qüestió de noms (Edicions d'Aportació Catalana, 1962) y El País Valenciano (Ediciones Destino, 1962), es considerado como un «libro básico para el conocimiento de la historia, la cultura, y los problemas de identidad del País Valenciano». Jaume Pérez Montaner, estudioso de la obra fusteriana, afirmó que «su significación histórica ha sido tan remarcable que se puede hablar desde nuestra perspectiva actual de un antes y después de esta obra en cualquier referencia a la cultura y a la conciencia nacional del País Valenciano».
Desde su primera edición de 1962, ensayo que inauguró la actividad editorial de Edicions 62, ha sido reeditado aproximadamente una veintena de veces hasta 2009, además de traducido al castellano. Al año siguiente de su aparición, 1963, fue galardonado con el Premi Lletra d'Or.
Fuster, que afirmaba, parafraseando a Jaume Vicens i Vives, no haber encontrado nunca una reflexión realmente seria sobre la identidad del pueblo valenciano y que por ese motivo se consideraba obligado a descifrarla, rompía con el valencianismo precedente, al considerarlo provincial y sucursalista, y rompía también con el trabajo histórico y sociológico realizado hasta ese momento, acusándolo de padecer de una «deplorable e indecorosa miopía 'nacional'».
Nosotros, los valencianos responde a objetivos explicitados desde sus primeras páginas, que son, entre otros, el de «conocernos» (siguiendo, además, el modelo de Notícia de Catalunya) y el de responder a la pregunta «¿qué somos los valencianos?». Este aporte al autoconocimiento de los valencianos en tanto pueblo, pretendía Joan Fuster, sería un revulsivo contra las «enfermedades colectivas» de los valencianos, una tentativa de «rectificar la frustración histórica» de su pueblo. En palabras de Fuster: «La verdad —los hechos constatables y explícitos—, una vez delatada, deviene conciencia, y una conciencia despierta siempre revertirá en acción, o, en última instancia, en remordimiento. Para expresarlo abusando de la terminología de un ilustre barbado: "explicar" será una invitación a "transformar"».
En Nosotros, los valencianos, Fuster afirma que los territorios de «habla catalana» del denominado País Valenciano tendrían como único «futuro normal» la incorporación a una entidad «suprarregional», los denominados Países Catalanes (Països Catalans, en valenciano).

## Antecedentes
El ensayo de Jaime Vicens Vives, Notícia de Catalunya (1954) —cuyo título original debía ser Nosaltres els catalans, pero que al final fue desechado, a sugerencia de Josep Pla, por temor a la censura franquista—
fue inspirador del trabajo de Fuster, el cual tiene una intencionalidad y estructura paralelas.

## Estructura
Nosotros, los valencianos está dividido en tres grandes secciones:
- Los hechos (Els fets, en catalán). Páginas 25 a 101.[23]

- Las indecisiones (Les indecisions). Páginas 105 a 169.[23]

- Los problemas (Els problemes). Páginas 173 a 234.[23]

## La construcción de la identidad valenciana

### La «dualidad nacional»
El ensayo plantea que la conformación de la que veinte años más tarde sería denominada como  la Comunidad  Valenciana parte, desde sus orígenes, de una «dualidad nacional insoluble» —según la expresión utilizada por el autor para referirse a la convivencia de colonos catalanes y aragoneses asentados históricamente en territorio valenciano —. Fuster trató esa problemática argumentando que las comarcas castellanoparlantes, si bien han aportado figuras como Blasco Ibáñez, no habrían tenido sino una influencia marginal en la configuración de la personalidad colectiva de los valencianos en cuanto pueblo, porque esa personalidad colectiva estaría conformada, exclusivamente, por las comarcas de habla catalana. Por ello los territorios valencianos de habla castellana son tratados como un mero apéndice adosado por razones administrativas, fiscales o de otro tipo, y que incluso representarían un estorbo de cara a una futura unión del País Valenciano junto con el resto de territorios de habla catalana, que según él serían su marco nacional natural. Esta idea y similares las repite en otras obras.
Igual rechazo planteó a la población morisca asentada históricamente en el territorio, considerando incluso que su expulsión fue un hecho positivo.

## Desarrollos posteriores

### Influencia
A partir de Nosaltres, els valencians se originó un movimiento denominado nuevo valencianismo (nou valencianisme, en valenciano) que caló en sectores universitarios y de izquierdas. Figuras como Sanchis Guarner, Francesc de Paula Burguera, Josep Giner, Alfons Cucó, entre otras, formaron parte de ese movimiento. Después, durante la Transición, las máximas figuras de aquel valencianismo temprano que databa de la Segunda República Española (intelectuales como Xavier Casp o Miquel Adlert) acabarán uniéndose al movimiento de reacción contra la expansión del valencianismo denominado blaverismo.
Al terminar el franquismo, la izquierda valenciana, no sin contradicciones, asumió gran parte de los postulados fusterianos. De este modo la derecha logró encontrar un pretexto perfecto para atacar tanto a la izquierda como al incipiente nacionalismo valenciano. Estos acontecimientos son conocidos como Batalla de Valencia y finalizaron cuando tras la aprobación de la Constitución española y del Estatuto de Autonomía de la Comunidad Valenciana el fusterianismo terminó alejado de los centros de poder políticos valencianos.
Debido al escaso apoyo popular que tuvieron las posiciones fusterianistas, éstas fueron abandonadas progresivamente por diversos partidos valencianos de izquierdas.

### Revisiones
Ernest Lluch, en su obra La Via Valenciana (1.ª edición de 1976 y Premi Joan Fuster d'assaig ese mismo año; ISBN 84-85211-15-4) fue el primero en publicar una revisión de los postulados económicos de Fuster tanto en lo relacionado con la industrialización, como sobre el «paradigma agrarista» de Valencia.
A mediados de la década de 1980, algunos escritores valencianos como Joan Francesc Mira i Casterà, Eduard Mira, Damià Mollà Beneyto o Vicent Franch i Ferrer realizaron distintas revisiones de los planteamientos fusterianos. Se publicaron obras como De impura natione: El valencianisme, un joc de poder (un también polémico libro que tuvo el añadido de revitalizar el interés por Nosotros, los valencianos en tiempos en los que había caído algo en el olvido. Premi Joan Fuster d'assaig 1986; ISBN 84-7502-178-6) o Document 88: Destinat (sobretot) a Nacionalistes (finalista en 1988 en la categoría de ensayo de los Premis Octubre; ISBN 84-7502-227-8). Nació así lo que se conoce como tercera vía del nacionalismo valenciano que consiste grosso modo en la consideración del País Valenciano como nación cultural en sí misma, reconociendo las ligaduras históricas y lingüístico-culturales con los otros territorios de la antigua Corona de Aragón, y considerando como parte de un todo a las culturas catalana y castellana asentadas en la Comunidad Valenciana. Pese a haber sido planteado como un «valencianismo dialógico» (valencianisme dialògic, en catalán) la convergencia de este movimiento nunca ha sido total dentro del nacionalismo valenciano, por lo cual ha recibido acusaciones de ser, en realidad, una suerte de neoblaverismo (neoblaverisme, en catalán).

### Críticas
Además de las críticas y descalificaciones tanto desde los ámbitos blaveros, como españolistas, Nosotros, los valencianos también las ha recibido desde ámbitos religiosos, por ejemplo, por las opiniones vertidas sobre la expulsión de los moros de Valencia.

### En la literatura
Además de las respuestas en forma de ensayo, de artículos periodísticos, etc., Nosotros, los valencianos también tuvo desarrollos literarios. En la novela Abans moros que catalans (Antes moros que catalanes) escrita por Jordi Querol y Moisés Mercé (E. Climent editor, Valencia, 1984. ISBN 84-7502-117-4) se utilizó la historia contrafactual planteada por Fuster en relación con la expulsión de los moros de Valencia como encabezamiento para una ucronía en la cual los moros nunca habrían sido expulsados, siendo el primer capítulo de la novela una texto atribuido apócrifamente a Fuster como una sección de su ensayo: L'expulsió pendent (La expulsión pendiente).